# Грюблер, Мартин Фюрхтегот
Мартин Фюрхтегот Грюблер (1851 — 1935) — немецкий математик и механик, чья научно-исследовательская деятельность связана с прикладной кинематикой и теорией структуры механизмов. Развивая её положения он активно использовал идеи русского математика Чeбышёва о критериях существования механизмов. Часть своих публикаций посвятил теории сопротивления материалов.

## Биография
С 1870 по 1880 годы учился в Дрезденском и Лейпцигском университетах. После завершения обучения работал в Цюрихском политехникуме с 1880 по 1885 год. В 1886 году получил профессорскую должность в Рижском политехническом училище, где работал по 1896 год. После этого до 1900 года выполнял обязанности профессора в Высшей технической школе (Берлин-Шарлоттенбург). С 1900 года работал профессором в Дрездене.
Свои результаты по изучению структуры пространственных механизмов Мартин Грюблер систематизировал в трактате «Учение о приводе. Теория принужденного движения и плоских механизмов». Последние годы своей жизни он посвятил устранению исторических неопределённостей в терминологии и уточнению понятийного аппарата в механике. Созданный им метод синтеза структур (метод Грюблера) до сих пор успешно применяется европейскими исследователями.